# Black City Parade (chanson)
Singles de Indochine
College Boy
(2012) Belfast
(2013)
Pistes de Black City Parade
Black ouverture College Boy
Black City Parade est une chanson du groupe de rock français Indochine, parue sur l'album éponyme et en single le 4 novembre 2013. La chanson est écrite par Nicola Sirkis et composée par Nicola Sirkis et Olivier Gérard.